# American Champion Citabria
Citabria — лёгкий одномоторный, двухместный самолёт. Предназначен для летной подготовки, как многоцелевой и для личного использования. После дооборудования возможно использование в качестве сельскохозяйственного самолёта.

## История создания
Citabria была разработана и первоначально производилось компанией Champion Aircraft Corporations. В сентябре 1970 года "Bellanca" приобрела активы обанкротившейся компании Champion Aircraft, в том числе и права на Champion Model 7АС Champ. Производство продолжалось до 1980 года.

## Описание
Самолёты типа Citabria представляют собой одномоторный поршневой высокоплан с подкосами и двухместной кабиной. Фюзеляж и хвостовое оперение из стальных труб каркас с полотняной обшивкой. Шасси — неубирающееся, с хвостовым колесом. На последних модификациях основные опоры шасси представляли собой стальные рессоры и имели обтекатели. Самолёт мог выдерживать перегрузки от -2g до +5g.

## Основные модификации
- Компания Champion Aircraft производила три несколько различавшиеся между собой модификации: 7ECA Citabria, 7GCAA и 7GCBC. Самолёты появились в 1964 и 1965 гг соответственно.
- Компания "Bellanca" кроме предыдущих моделей также производила:

- многоцелевой 7GCBC Scout с увеличенным размахом крыла оснащенного закрылками с возможностью перехода на поплавковое и лыжное шасси;
- 7ECA Citabria Standard с двигателем Avco Lycoming O-235-K2C мощностью 115 л. с.;
- 7GCAA Citabria 150 с двигателем O-320-A2D мощностью 150 л. с.;
- 7GCBC Citabria 150S с крылом большего размаха и с закрылками и тем же двигателем;
- пилотажный 7 Citabria airbatic

## Военные операторы
— турецкая армия использует 7GCBC Citabria как лёгкий разведчик и УТС

 — авиакрыло ВМС Тонга использовало один самолёт как патрульный и УТС, вероятно списан. 

## Характеристики
Модификация 7GCAA

Размах крыла, м 10.20

Длина самолёта,м 6.90

Высота самолёта,м 2.40

Площадь крыла,м2 15.30

Масса, кг

пустого самолёта 504 

максимальная взлетная 748

Тип двигателя ПД Lycoming O-320-A2B

Мощность, л.с. 1 х 150

Максимальная скорость, км/ч 261

Практическая дальность, км 805 

Максимальная скороподъёмность, м/мин 341

Практический потолок, м 3660

Экипаж, чел 1+ 1 пассажир 

## Галерея

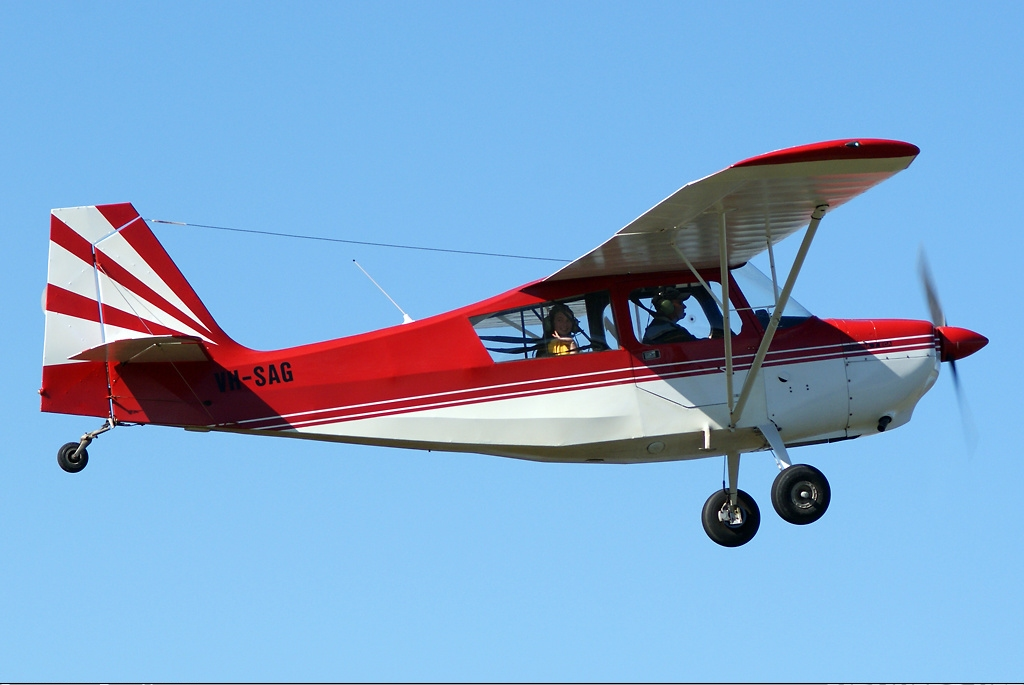
Champion 7ECA Citabria